# Ophiurida
Die Ophiurida stellen den größten Teil der heute lebenden Schlangensterne (Ophiuroidea). Ihre Arme sind immer deutlich vom Körper abgesetzt und lassen sich, da das Gelenk eine Biegung nach oben und unten nur begrenzt zulässt, meist nur zur Seite bewegen. Die Ophiurida werden in zahlreiche Familie unterteilt, die am Kieferapparat, Ausstülpungen im Mundbereich (Mundpapillen) und dem Skelett der Arme unterschieden werden.

## Merkmale
Die Arme sind immer unverzweigt. Die Muskelöffnung an den spezifischen Strukturen der seitlichen Armplatten, an denen die Stacheln ansetzen (Spine articulation), sind im Allgemeinen von Leisten und/oder rundlichen Erhebungen umgeben und von den Nervenöffnungen durch vertikale Leisten getrennt. Die seitlichen Armplatten sind in der Regel mit äußerlichen Tuberkeln, Rillen oder Vorsprüngen ornamentiert. Bei Ophiurida tritt stark Pädomorphose auf.

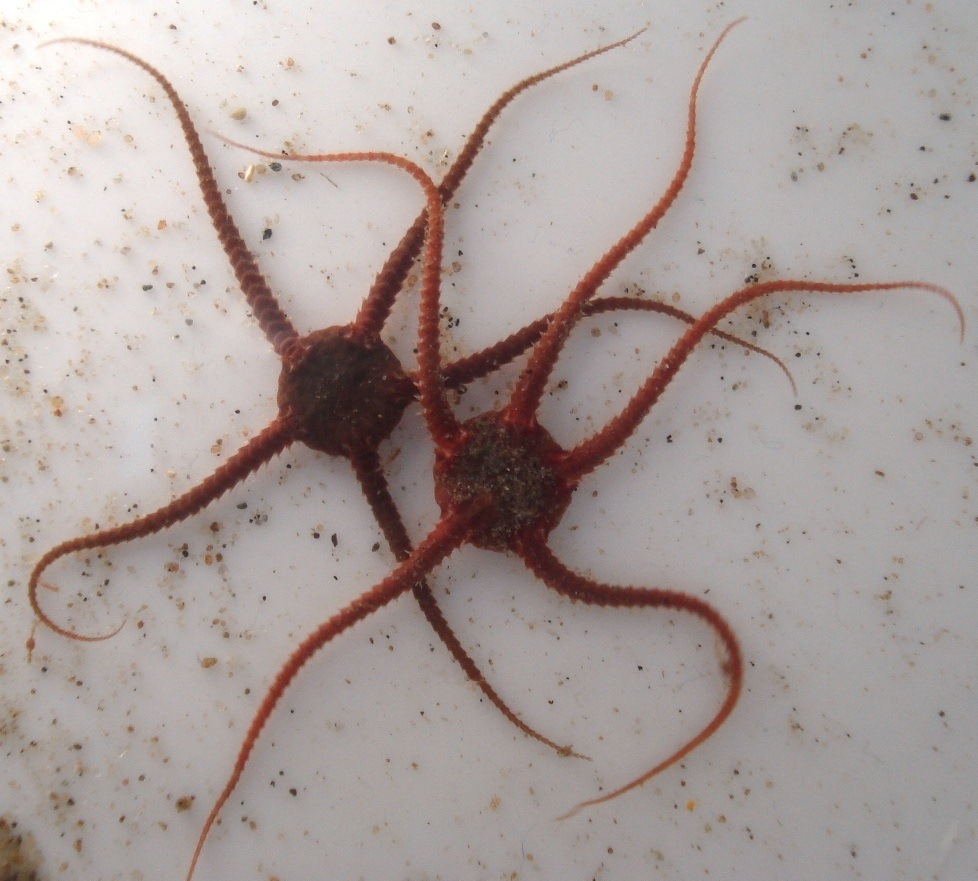
Heller Schlangenstern (Ophiura albida)

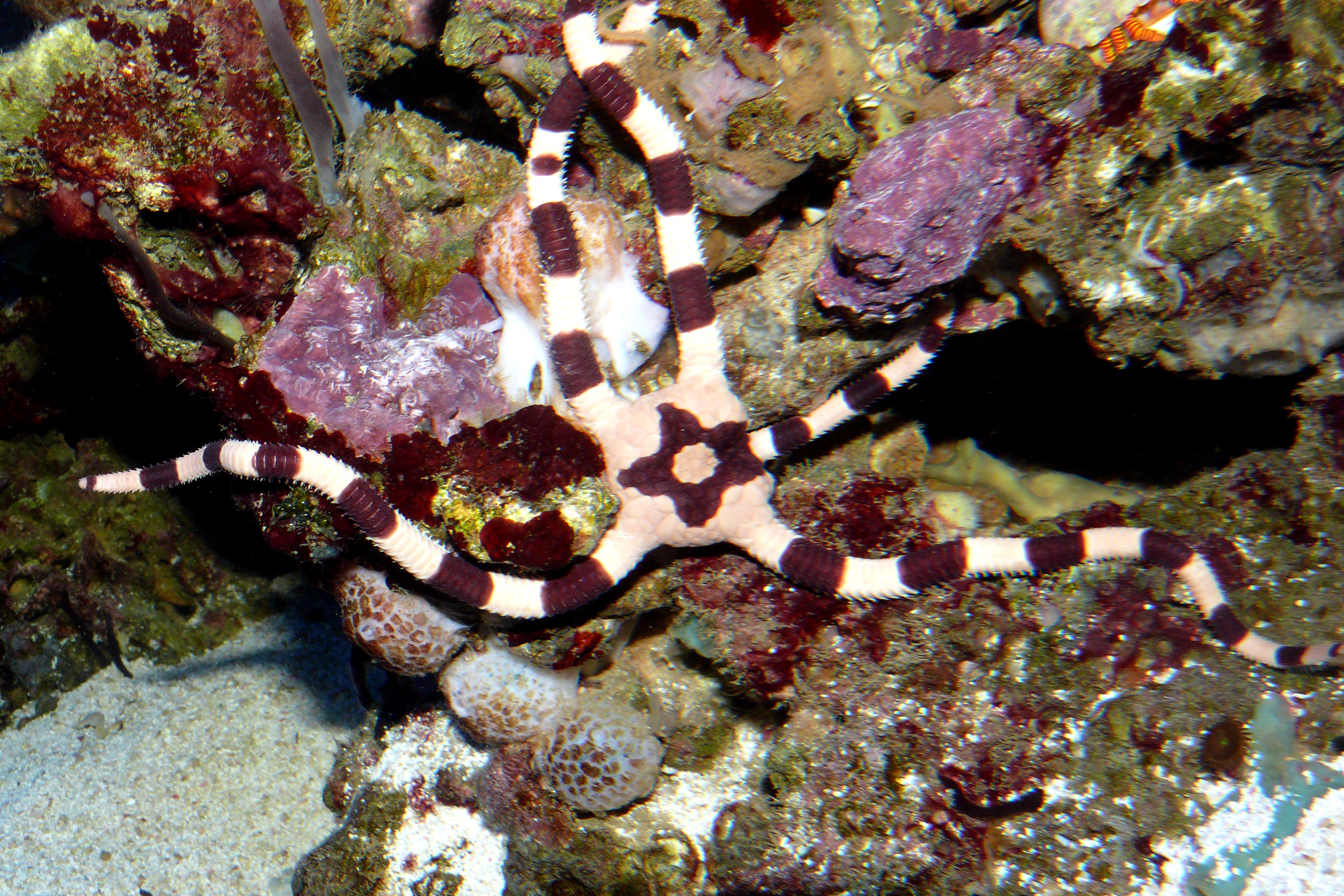
Gebänderter Schlangenstern (Ophiolepis superba)

## Lebensweise
Die meisten Arten fressen organischen Detritus, Fäkalien und Algen.

## Systematik
Ophiurida wird nach O’Hara et al. in zwei Unterordnungen aufgeteilt. Die meisten Arten der Unterordnung Ophiurida incertae sedis passen morphologisch zur Familie Ophiopyrgidae, angesichts des Einflusses der Pädomorphose und des Mangels an genetischen Daten verzichten O’Hara et al. darauf, diese Unterordnung in die Systematik der Ophiurida einzustellen.:
- Ophiomusina O’Hara et al., 2017
- Ophiurina Müller & Troschel, 1840 sensu O’Hara et al. 2017